# Fran Jesenko
Fran Jesenko (n. 14 martie 1875, Škofja Loka, Comuna Škofja Loka, Slovenia – d. 14 iulie 1932, Ljubljana, Regatul Iugoslaviei) a fost un botanist și genetician sloven, care a devenit cunoscut pentru activitatea sa în domeniul hibridizării grâului și secarei.

## Biografie
După ce și-a încheiat studiile secundare la Ljubljana, Jesenko s-a înscris la cursuri la Universitatea din Viena și a absolvit în anul 1902. În timpul studiilor universitare a lucrat ca profesor particular pentru doi prinți orientali care învățau la Colegiul Teresianum pentru băieți din Viena și mai târziu pentru contele Merveldt. Postul de profesor particular i-a oferit ocazia să călătorească în toată Europa și mai târziu în Egipt, unde a studiat flora deșertului. În 1909 a devenit asistent universitar de cercetare sub îndrumarea lui Erich von Tschermak la Colegiul de Agricultură (Hochschule für Bodenkultur; în prezent Universität für Bodenkultur) din Viena, apoi a fost promovat lector în 1913.
În perioada cât s-a aflat la Viena, Jesenko a realizat mai multe studii cu privire la hibridizarea plantelor sub îndrumarea profesorului von Tschermak, obținând hibrizi fertili între diferite soiuri de grâu și secară cu ajutorul retroîncrucișării și studiind caracteristicile acestora potrivit principiilor mendeliene. El a susținut că fertilitatea redusă a hibrizilor era o consecință a incompatibilității cromozomiale, precum și a diferențelor morfologice. Prin activitățile desfășurate, Jesenko a fost unul dintre pionierii cercetărilor cu privire la triticale și la hibrizii intergenerici în general.
Activitatea sa de cercetare a fost întreruptă de Primul Război Mondial, în cursul căruia Jesenko a fost trimis pe Frontul de Est, unde a fost rănit și luat prizonier. După război s-a întors în țara sa de origine și a ocupat postul de lector la Universitatea din Zagreb (Croația), fiind promovat profesor titular în 1920. În această perioadă a organizat un institut botanic la Ljubljana și în 1921 a devenit primul profesor de botanică la Universitatea din Ljubljana, care fusese recent înființată. El și-a continuat studiile referitoare la hibrizii de plante și a contribuit la înființarea unei stațiuni de cercetare la Beltinci.
Pe lângă cercetările sale în domeniul geneticii plantelor, Jesenko a fost unul dintre principalii susținători ai înființării Parcului Național Triglav, singurul parc național din Slovenia de azi și unul dintre primele parcuri naționale din Europa. În 1924 a fost fondat Parcul de Conservare Alpină, iar Jesenko a delimitat o parte din granițele sale geografice, cu ajutorul studenților săi. El obișnuia să-și petreacă vara acolo, studiind flora alpină împreună cu studenții săi și făcând demersuri pentru protecția legală permanentă a zonei, care a fost asigurată abia în 1981, mult timp după moartea profesorului. Jesenko a murit în vara anului 1932 în urma unui accident de alpinism suferit în timpul escaladării stâncii Komarča, unde efectua cercetări științifice. Și-a rupt spatele în urma căzăturii și a fost transferat la un spital din Ljubljana, unde a murit la 14 iulie.
Numele savantului sloven a fost oferit unui premiu decernat începând din 1972 de Facultatea de Biotehnică din Ljubljana (în slovenă Jesenkovo priznanje), unei străzi din Ljubljana și unui traseu lung de 3 kilometri (1,9 mi) de pe dealul Rožnik din capitala Sloveniei.